# Tankwa-Karoo-Nationalpark
Der Tankwa(Tanqua)-Karoo-Nationalpark (englisch Tankwa Karoo National Park) liegt in der Provinz Nordkap in Südafrika an der Grenze zur Provinz Westkap. Die Bedeutung des Wortes Tankwa ist bisher nicht eindeutig geklärt. Deutungsversuche verweisen auf „trübes Wasser“, „Ort der San“ oder „durstiges Land“. Sie beziehen sich auf den Charakter des Landschaftsraumes.

## Überblick
Der Nationalpark liegt in einem der trockensten Bereiche der Sukkulentenkaroo mit 80 mm jährlicher Niederschlagsmenge. Allerdings reicht diese geringe Menge aus, um im Frühjahr nach den Winterregen manche Teile des Parks mit einem Teppich blühender Sukkulenten zu überziehen.
Das Nationalparkareal erstreckt sich in einer Höhenlage von 378 bis 1274 m, die durchschnittliche Höhenlage liegt bei 450 bis 650 m. Die höheren Teile liegen im östlichsten Sektor an den Roggeveldbergen. Im Westen schließt das Vorland mit den Talebenen des Doring River, Tra-Tra River und Tankwa River zu den westwärts liegenden Zederbergen an.
Die minimale Temperatur ist 5,7 °C (Juli, Winter), und die maximale Temperatur ist 38,9 °C (Januar, Sommer).
Seit mehr als 1500 Jahren wurde das Gebiet von Nomaden mit ihrem Vieh sporadisch genutzt. Die aus Europa stammenden Buren, die nordwärts von der Kap-Halbinsel im 18. Jahrhundert hierhin zogen, nutzten die Weideflächen intensiver. Die extrem trockenen Sommer verhinderten jedoch, selbst als Bohrlöcher ständig Wasser lieferten, eine extensive Nutzung.
Der Park mit seiner Fläche von 137.000 Hektar (ha) wurde 1986 mit einer Größe von nur 26.000 ha ausgerufen, ist aber noch in der Entstehung (d. h. Umwandlung von Weideland in den ursprünglichen Zustand) und bietet so gut wie keine touristische Infrastruktur.
Jährlich findet im April im Tankwa-Karoo-Nationalpark das mehrtägige Kunst- und Musik-Festival AfrikaBurn statt.

## Fauna
An Säugetierarten können im Park gesehen werden:
Afrikanische Wildkatze (Felis lybica),
Buschhase (Lepus saxatilis),
Erdferkel (Orycteropus afer),
Erdmännchen (Suricata suricatta),
Erdwolf (Proteles cristatus),
Fuchsmanguste (Cynictis penicillata),
Kleinfleck-Ginsterkatze (Genetta genetta),
Kap-Goldmull (Chrysochloris asiatica),
Großer Kudu (Tragelaphus strepsiceros),
Afrikanische Langohrmaus (Malacothrix typica),
Honigdachs (Mellivora capensis),
Kapfuchs (Vulpes chama),
Kaphase (Lepus capensis),
Karakal (Caracal caracal),
Klippschliefer (Procavia capensis),
Kap-Klippspringer (Oreotragus oreotragus),
Kronenducker (Sylvicapra grimmia),
Leopard (Panthera pardus),
Löffelhund (Otocyon megalotis),
Bärenpavian (Papio cynocephalus ursinus),
Schabrackenschakal (Canis mesomelas),
Kap-Springbock (Antidorcas marsupialis),
Südafrikanisches Stachelschwein (Hystrix africaeaustralis),
Steinböckchen (Raphicerus campestris),
Striemengrasmaus (Rhabdomys pumilio),
Zorilla (Ictonyx striatus).

## Flora
An Sukkulenten können im Park beobachtet werden:
Aridaria noctiflora, Aridaria splendens,
Brownanthus ciliatus,
Cephalophyllum namaquanum,
Cheiridopsis acuminata,
Codon royenii,
Crassula barbata, Crassula deltoidea, Crassula muscosa, Crassula subaphylla, Crassula umbella,
Cyrtanthus herrei,
Drosanthemum archeri, Drosanthemum eburneum, Drosanthemum hispidum, Drosanthemum liqui, Drosanthemum subcompressum, Drosanthemum wittenbergense, Drosanthemum wittenbergensis,
Euphorbia decussata, Euphorbia hamata, Euphorbia mauritanicum, Euphorbia restituta,
Haworthia arachnoidea,
Hereroa fimbriata,
Hoodia bainii,
Lampranthus diffusus,
Leipoldtia constricta, Leipoldtia schultzei,
Malephora luteola,
Mesembryanthemum pachypus,
Othonna arbuscula,
Pelargonium crithmifolium,
Phyllobolus-Arten,
Psilocaulon absimile, Psilocaulon pageae, Psilocaulon utile,
Ruschia herrei, Ruschia karooica, Ruschia robusta, Ruschia spinosa, Ruschia wittenbergensis,
Sarcocaulon crassicaule, Sarcocaulon salmoniflorum,
Sceletium emarcidium,
Stapelia-Arten,
Tylecodon reticularis, Tylecodon wallichii,
Zygophyllum-Arten.
An Geophyten sind zu beobachten:
Albuca cooperi, Androcymbium capense, Bulbine alooides, Cyanella hyacinthoides, Dipcadi brevifolium, Gethyllis verticillata, Lachenalia mutabilis, Lachenalia anguinea, Lapeirousia arenicola, Lapeirousia pyramidalis, Moraea speciosa, Ornithogalum apertum, Ornithogalum xanthochlorum.